# Delaval Astley
Delaval Graham L'Estrange Astley (Lamas, 7 dicembre 1868 – Wroxham, 17 maggio 1951) è stato un ufficiale e giocatore di curling britannico.

## Famiglia
Figlio di Frederic Bernard Astley e Emma Augusta Schreiber, il primo luglio 1891 sposa Kate Clark, figlia di John Kerr Clark. Dal suo matrimonio nascono Joan Doreen Astley e Betty L'Estrange Astley.

## Carriera militare
Militare nella British Army guadagna il grado di tenente al servizio del Welch Regiment, guadagna poi il grado di Maggiore al servizio del North Somerset Yeomanry. Ricopre la carica di Aldermanno nella contea del Norfolk, dove diviene Vice Luogotenente (DL) e giudice di pace (JP).
Nel 1941 viene investito come compagno dell'Ordine del Bagno (CB).

## Carriera sportiva
Partecipa ai I Giochi olimpici invernali come riserva, quell'edizione viene disputata a Chamonix (Francia) nel 1924, dove la squadra britanna riesce a vincere la medaglia d'oro. Delevar Astley dichiara anche di partecipare ad una partita con la squadra svedese (medaglia d'argento) contro la Francia, diverrebbe dunque l'unico atleta ad aver vinto due medaglie per due paesi diversi all'interno della stessa competizione nella stessa edizione delle olimpiadi. Tuttavia la sua dichiarazione si rivela infondata, infatti Delevar non partecipa alle competizioni e non viene dunque insignito di nessuna medaglia.